# Comtat de Condom
El comtat de Condom fou un efímer comtat feudal de Gascunya centrat a la ciutat de Condom, i abraçant el Condomès.
A la mort del comte Sanç IV de Gascunya, un dels seus, Gombau o Gombau Sanç va rebre el comtat d'Agen (Agenès) i el de Basàs o Basadès, però hi va renunciar i es va dedicar a la vida religiosa i fou Arquebisbe d'Auch (identificat com a Garcia vers el 982). Cap al 892 va deixar el càrrec doncs aquest any havia transferit el comtat al seu nebot Garcia Sanç, segurament fill del seu germà Donat vescomte de Gascunya però el país de Condom, conegut com a Condomès, al sud de l'Agenès, es va constituir en comtat separat pel fill de Gombau, Hug. El 1011 es va fundar l'abadia de Condom que va assolir la senyoria de la regió (sense que es pugui assegurar el paper d'Hug, que va deixar el govern i, com el pare, es va dedicar a la vida religiosa i fou bisbe) i sembla que la jurisdicció va tornar al Comtat de l'Agenès, si bé una part degué ser infeudat als Armanyac que ja apareixen com a senyors al Condomès vers el 1025. El comtat va deixar d'existir.

## Llista de Comtes
- Hug, comte de Condom c. 982-1011